# Lisbon Story (1946)
Lisbon Story é um filme de suspense e musical britânico de 1946 dirigido por Paul L. Stein e estrelado por Patricia Burke, David Farrar, Walter Rilla e Austin Trevor.

## Sinopse
O roteiro diz respeito a uma cantora de cabaré e um agente secreto britânico que vão à Berlim para salvar um cientista atômico que está retido.

## Elenco
- Patricia Burke como Gabrielle Girard
- David Farrar como David Warren
- Walter Rilla como Karl von Schriner
- Lawrence O'Madden como Michael O'Rourke
- Austin Trevor como Major Lutzen
- Paul Bonifas como Stephan Corelle
- Ralph Truman como Comissário de Polícia
- Joan Seton como Lisette
- Harry Welchman como George Duncan
- Martin Walker como jornalista
- Noele Gordon como Panache
- Esme Percy como Mariot
- Allan Jeayes como Dr. Cartier
- John Ruddock como Pierre Sargon
- Uriel Porter como Joe
- Richard Tauber fez uma pequena aparição, cantando Pedro the Fisherman e outros números.